# Якщо працює пам'ять (Дискавері)

## Про епізод
Якщо працює пам'ять — двадцять третій епізод американського телевізійного серіалу «Зоряний шлях: Дискавері» та восьмий в другому сезоні. Епізод був написаний Деном Дворкіним і Джей Бітті, а режисував Т. Дж. Скотт. Перший показ відбувся 7 березня 2019 року. Українською мовою озвучено студією «ДніпроФільм».

## Зміст
Раніше «Ентерпрайз» відвідував Талос-IV, де Пайк і Спок зустрічалися з талосіанами, істотами, які можуть створити неймовірні ілюзії. Пайк закохався у Віну, травмованого матроса флоту Федерації що перебувала у талосіан, але вона не могла покинути планету і вижити. В той час як Пайк вирішив повернутися на «Ентерпрайз». Надалі Зоряний флот заборонив майбутні візити до Талоса-IV.
На спільній відеонараді керівники Зоряного флоту вислуховують Ліланда щодо втечі Майкл. Філіппа встряє у розмову і перебирає ініціативу на себе. З її подачі Зоряний флот не надсилає «Дискавері» інформацію про залучення до пошуку Бернем. Після того імператорка відеозв'язком спілкується з Пайком в присутності Тайлера.
Бернем і Спок таємно рухаються до Талоса-IV. Човник наштовхується на загрозливу перепону і Бернем збирається повернути — але Спок мовчки вдаряє по посадкових важелях. Виявляється, що незборима перепона над планетою — ілюзія.
Стамец не може налагодити нормальне спілкування із Калбером — у Гага криза самосприйняття. Човник Майкл здійснює посадку на Талосі-IV, Бернем знайомиться з місцевою фауною й флорою та бачить — якась дівчина заходить на борт човника. Це Віна — і вона знає Спока. Майкл і Спок телепортуються до талосіян — Віна вже в печері; за нею проявляються місцеві жителі. Талосіанці беруться допомогти Споку — натомість хочуть відчути почуття його та Майкл. Талосіанці показують якою зраненою вони знайшли Віну — до її перетворення в проєкцію. Талосіанці зцілюють розум Спока в обмін на спогади Бернем про емоційні рубці Спока. В спогадах-мареннях Спока Червоний Ангел показує йому смерть Майкл. Спок стверджує, що він поєднався з Червоним Ангелом, мандрівником у часі, який намагається запобігти галактичній катастрофі в майбутньому.
Стамец наманається полагодити з Гагом — той не може повернутися до нормального стану. Сару повідомляє Пайку — з «Дискавері» шифрованим методом було передано петабайти даних.
Майкл опритомнює і спілкується із Споком — той розповідає про Червоного Ангела. Талосіанці проєктують Майкл втечу Спока з психіатричного відділення — він трьох працівників не вбив — а знерухомив.
В їдальні Калбер агресивно поводиться з Тайлером, провокуючи Еша знову вбити його. Але усвідомлює, що він переживає подібну кризу. Сару дозволив їм битися — бо вважав що це необхідний катарсис для них обидвох.
Талосіанці допомагають Віні зв'язатися з Пайком. Капітан спілкується з талосіанами і Майкл, вона повідомляє що Спок не винний — бо вбивств не було. Пайк наказує Стамецу перемістити «Дискавері» до Талоса-IV. Однак споровий двигун дав збій — хтось навмисно пошкодив систему. Підозра падає на Тайлера і його ізолюють. «Дискавері» летить до Талоса-IV; за ним прямує корабель Секції-31. «Дискавері» намагається телепортувати Майкл і Спока — корабель Ліланда блокує телепорт. Талосіанці телепатично проектують ілюзії Спока і Бернем для відділу 31, щоб використати їх як відволікання. З поверхні планети на шатлі повертаються Бернем і Спок. Рятуючись, «Дискавері» та його екіпаж стають втікачами від Зоряного флоту.

## Сприйняття та відгуки
Станом на квітень 2021 року на сайті «IMDb» серія отримала 8.1 бала підтримки з можливих 10 при 3401 голосі користувачів. На «Rotten Tomatoes» 75 % схвалення при відгуках 12 експертів. Резюме виглядає так: «„Якщо працює пам'ять“ є подарунком для багаторічних шанувальників, щоб відмовитись від зворотних дзвінків, але це водночас вказує на недостатню послідовність „Дискавері“ у сюжетній лінії серіалу».
Оглядач «IGN» Скотт Коллура зазначав: «Якщо хтось сумнівався в тому, що „Зоряний шлях: Дискавері“ може успішно поєднати старе з новим, застосовуючи усі сучасні технології та стилістику, та скориставшись грунтовною класичною науковою фантастикою Оригінального серіалу, то „Якщо працює пам'ять“ існує, щоб зліквідувати ці сумніви. І так, ніби вони не що інше, як талосіанська ілюзія. Епізод, який також нарешті дає нам правильну ітерацію Спока від „Дискавері“, об'єднує кілька елементів із першої історії „Зоряного шляху“ й легко поєднує їх із сучасним серіалом».
В огляді Раяна Брітта для «Den of Geek» зазначено: «Сьогодні ми дізналися деякі важливі речі про Червоного Ангела. Головним чином, те, що він людська істота і що вони намагаються уникнути кінця усього живого. Хороші цілі, так, але також незручно рухатись таким копилом, я люблю бачити історії Зоряного шляху».
Девон Мелоуні для «Vulture» зазначав: "В «Якщо працює пам'ять» «Дискавері» вперше чітко занурюється у існуючий канон, включаючи фактичні події, а не лише символи та посилання на фан-сервіси, з «Стар Трек» і його пілота «Клітка». Це демонструє здатність новітнього серіалу робити те, що робили попередники та їх попередники, щоб знову закрутити те, що ми вже знаємо про Стар Трек".
Оглядач Зак Гендлен для «The A.V. Club» про серію відгукнувся так: «Талос IV — це та планета, яку весь час відвідував оригінальний „Ентерпрайз“. Це — місце з гарним гачком, яке могло створити веселу телевізійну годину, а потім переходило до наступного місця. Нам не потрібно вичерпувати всі передумови лише тому, що ми це можемо»

## Знімались
- Сонеква Мартін-Грін — Майкл Бернем
- Даг Джонс — Сару
- Ентоні Репп — Пол Стамец
- Мері Вайзман — Сільвія Тіллі
- Вілсон Круг — Гаг Калбер
- Шазад Латіф — Еш Тайлер
- Енсон Маунт — Крістофер Пайк
- Мішель Єо — Філіппа Джорджі
- Мелісса Джордж — Віна
- Ітан Пек — Спок
- Алан Ван Спренг — Ліланд
- Рейчел Анчеріл — Нган
- Ді Пеллетьє — другий талосіанин
- Алісен Даун — психіатр Зоряного флоту
- Ганна Чізман — лейтенантка Ейріам
- Емілі Коуттс — Кейла Делмер
- Патрік Квок-Чун — Ріс
- Ойін Оладейо — Джоан Овосекун
- Ронні Роу — лейтенант Брайс
- Райлі Гілкріст — андоріанський адмірал
- Сара Мітіч — лейтенантка Нільсон
- Тара Нікодем — адміралка Патар